# Pelé e Franz Beckenbauer nella doccia
Pelé e Franz Beckenbauer nekla doccia è una fotografia del fotografo tedesco Volker Hinz. È stata scattata nel 1977 in bianco e nero.
L'immagine mostra i due calciatori Pelé e Franz Beckenbauer nudi nella doccia del Lockhart Stadium di Fort Lauderdale in Florida negli Stati Uniti d'America, dopo una partita in trasferta tra il loro club New York Cosmos e i Fort Lauderdale Strikers. Sullo sfondo ci sono altri quattro giocatori della squadra.

## Panoramica
La foto è stata scattata nell'agosto 1977 dopo una partita di play-off dei Cosmos contro il Fort Lauderdale. Negli Stati Uniti, all'epoca, era consuetudine che giornalisti e fotografi potessero entrare negli spogliatoi delle squadre dieci minuti dopo la fine della partita. Hinz, che si trovava negli Stati Uniti per la rivista Stern, seguì Beckenbauer nello spogliatoio dopo la partita.
La foto è uno degli scatti più noti di Volker Hinz ed è considerata un classico della fotografia Stern. È stata l'immagine di copertina della mostra Stars im Stern - Volker Hinz, tenutasi ad aprile 2012 ad Amburgo. 